# Guillermo Ahrens
Guillermo Gustavo Ahrens Valdivia (1923 – Lima, 25 luglio 2017) è stato un cestista peruviano.

## Carriera
Con il Perù ha preso parte alle Olimpiadi del 1948, disputando 8 partite.